# JR東日本E491系電車
E491系電車（E491けいでんしゃ）は、東日本旅客鉄道（JR東日本）の交直流事業用電車。East i-E（イーストアイ・ダッシュイー）の愛称を持つ。

## 概要
老朽化した193系、443系およびマヤ34形の置き換えとして、2002年（平成14年）に日立製作所・近畿車輛で製造された。3両編成1本（3両）が勝田車両センターに配置されている。
車体はアルミニウム合金製のダブルスキン構造を持ち、耐寒耐雪仕様を採用している。塗装は「清潔・厳正」をイメージした白色をベースとし、「探求・情熱」をイメージした赤色のサンレッドを配色している。East i-E（イーストアイ・ダッシュイー）の愛称は、「イースト」はJR東日本（東）を表し、「アイ」は「intelligent」（知能の高い）、「integrated」（統合された）、inspection」（検査）の意味を表し、在来線電車であることから「-E」（電車を示すEC）を付けている。
クヤE490形とモヤE490形の間に建築限界測定車のマヤ50 5001を連結して4両で走ることも可能。

## 構造
先頭部はE231系近郊タイプを基本としたもので、踏切事故時の安全対策として衝撃吸収用のアルミハニカム材を配置し、後位寄りにはクラッシャブルゾーンを設置する。前照灯はシールドビーム灯とHID灯を併用する。運転台は左手操作式ワンハンドルマスコンを採用する。
制御方式（主変換装置）はIGBT素子を使用した日立製作所製の3レべルPWMコンバータ + 3レべルVVVFインバータ制御（1C4M制御）とした。補助電源装置はMzc車に走行用の160kVA静止形インバータ（SC73形）を、Tzc車に測定用の100 kVA静止形インバータ（SC74形）を搭載する。出力電圧は三相交流440Vである。
冷房装置はMz車は床上（室内）搭載の集約分散式AU405形（17.44 kW ≒ 15,000 kcal/h）を2基、Mzc車とTzc車はAU405形とAU403-G2形（13.95 kW ≒ 12,000 kcal/h）を1基ずつ搭載する。乗務員室には専用のAU205形空調装置を搭載する。

### ブレーキ
付随車（本系列の場合はTzc）遅れ込め制御が可能な回生・発電ブレンディングブレーキ併用電気指令式空気ブレーキ装置を有するほか、抑速、直通予備、耐雪の各ブレーキを装備している。
故障時は他の自動ブレーキ車・電気指令式車と非常ブレーキの読替が可能なように救援ブレーキ装置を有する。

### 台車
新設計のコイルばね + 円筒積層ゴム軸箱方式とした東急車輛製造製のボルスタレス方式空気ばね台車（ヨーダンパ付）で、動台車は2軸駆動のDT68（Mzc車 前側）・DT68A（Mzc車 後側）・DT65（Mz車）、従台車はTR253（Tzc車 前側）・TR253A（Tzc車 後側）となっている。車体支持は動台車が1本リンク式、従台車がZリンク式で、軸距は2,100 mm。

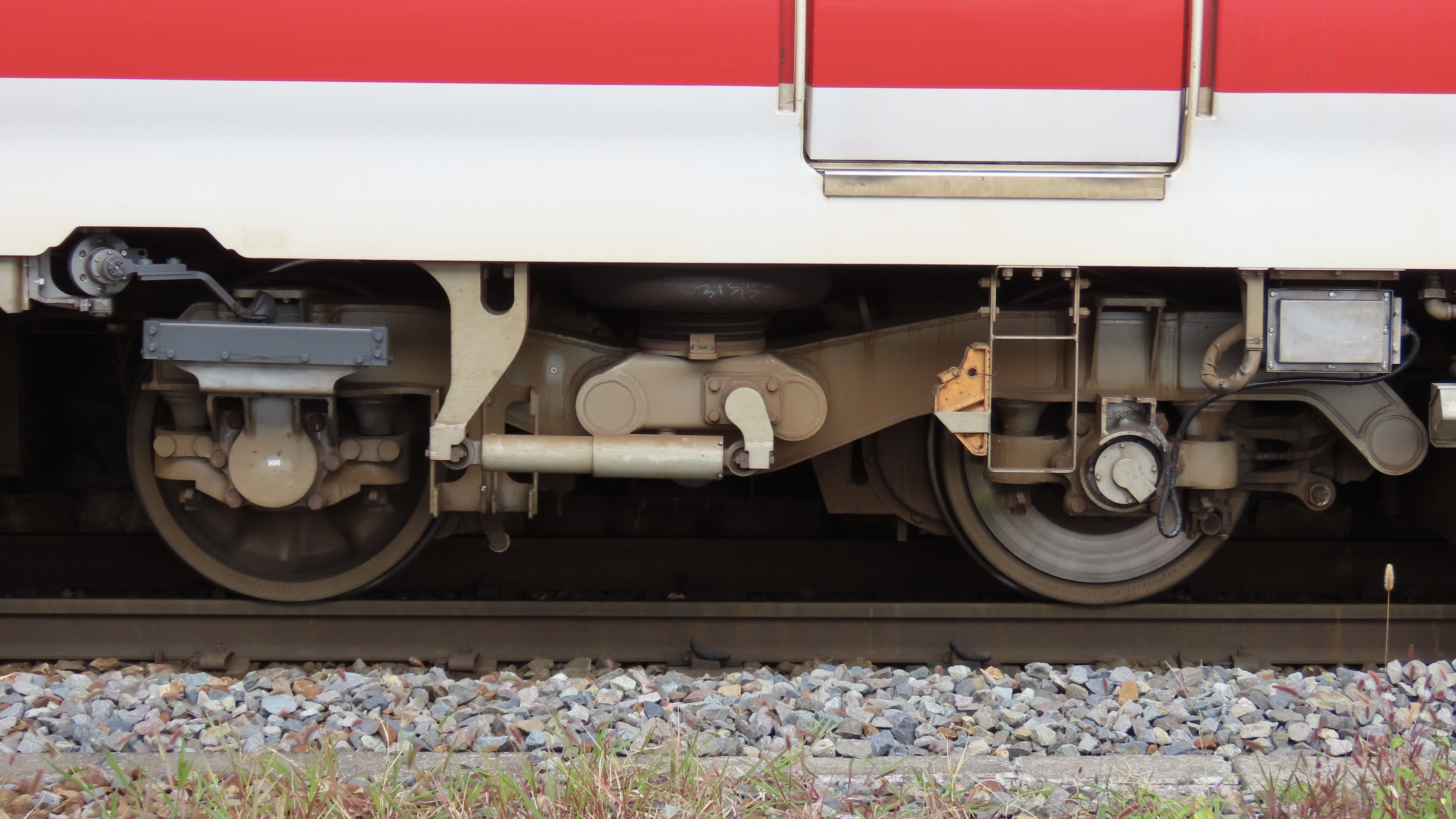
DT65系台車
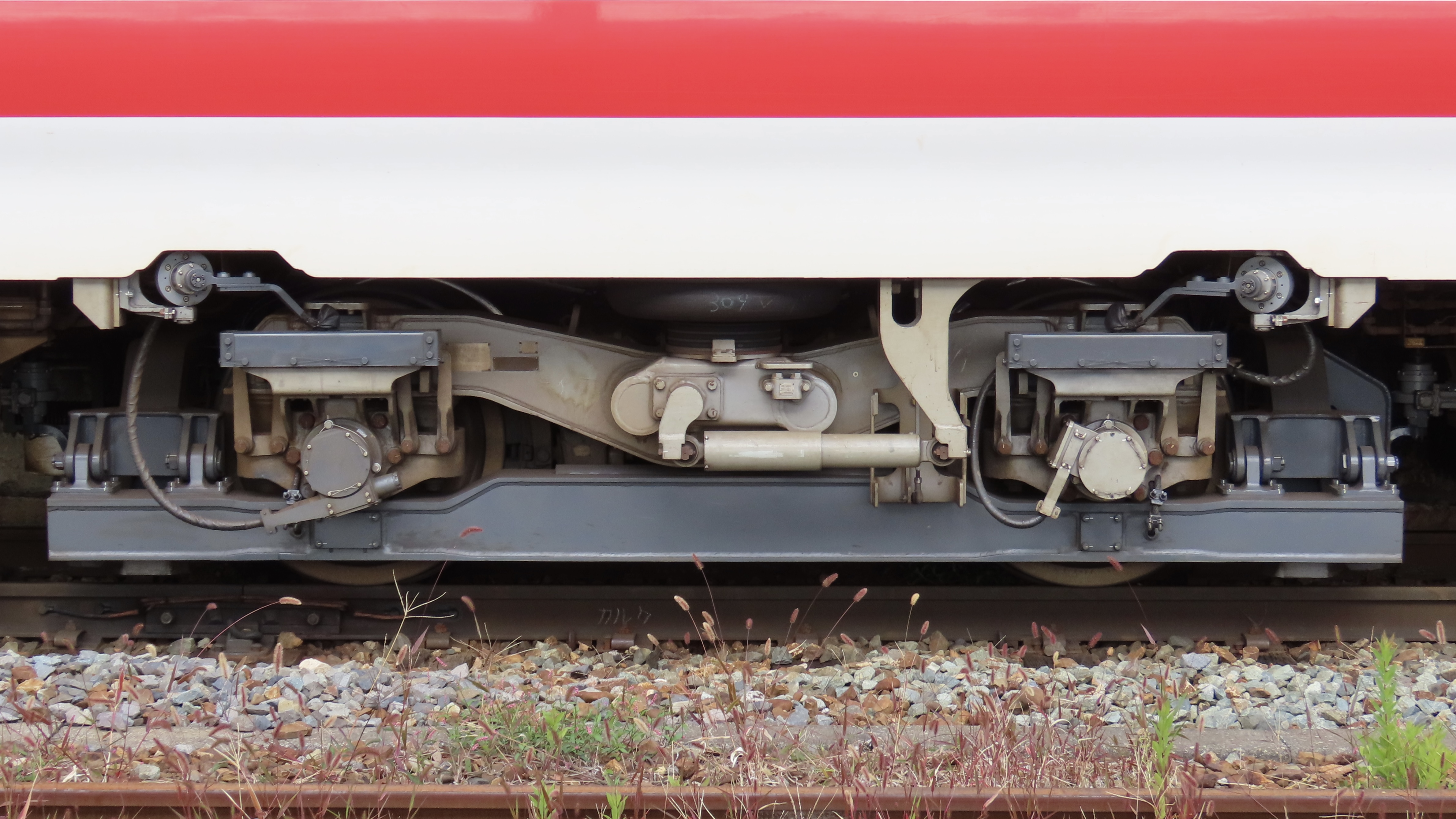
TR253系台車

### その他
- モニタリング装置としてMON11を搭載する。
- 先頭車は双頭連結器を装備するほか、前記したようにマヤ50形測定車を組み込むことも可能である。
- 遅くとも2016年までに、先頭車正面にカメラを追加設置する改造がなされている[6]。
- 埼京線で導入されている保安装置ATACSにも対応し（列車IDは23）、同線の検測にも用いられる（仙石線は後述の通りキヤE193系が行う）。

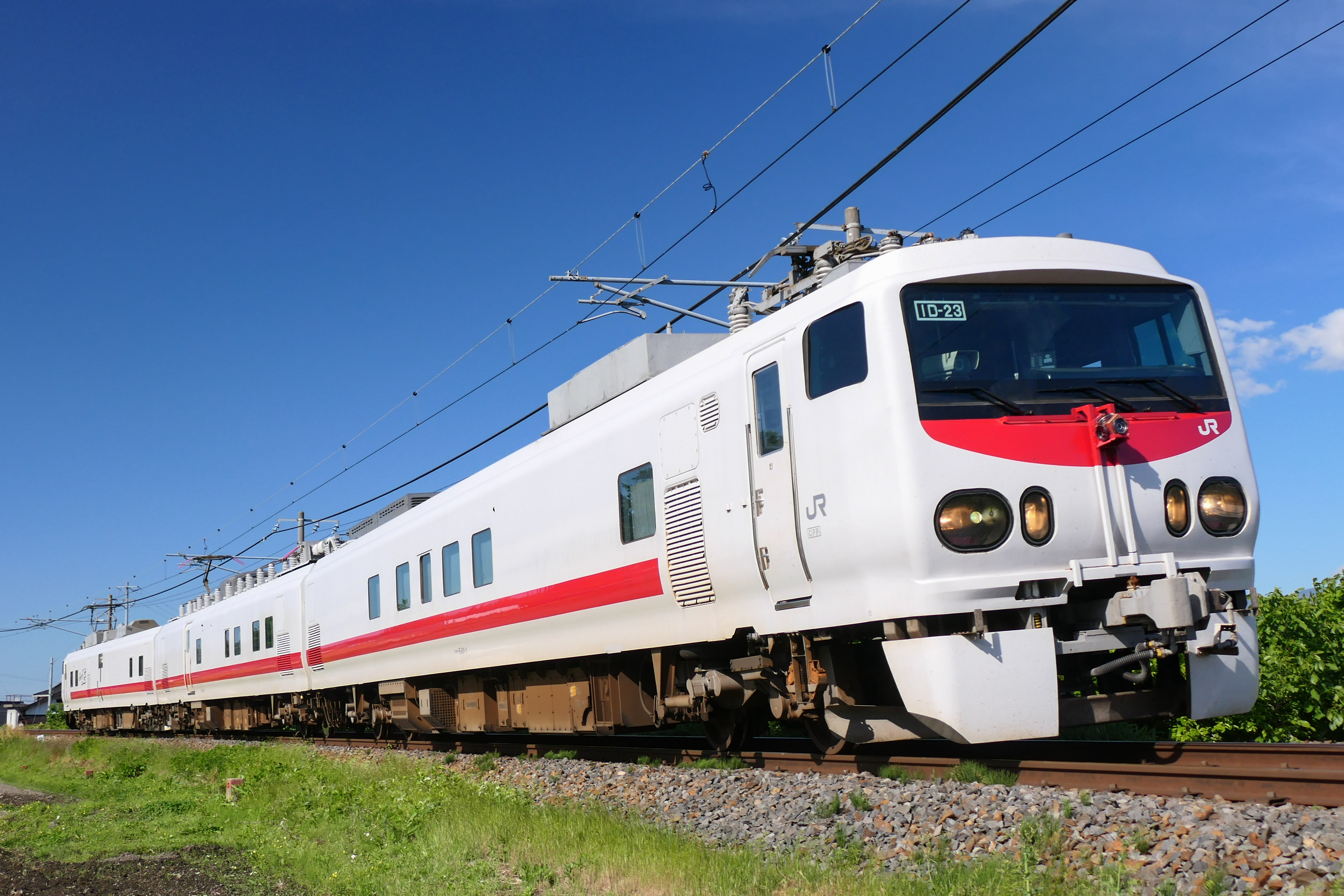
前面カメラ設置後の姿
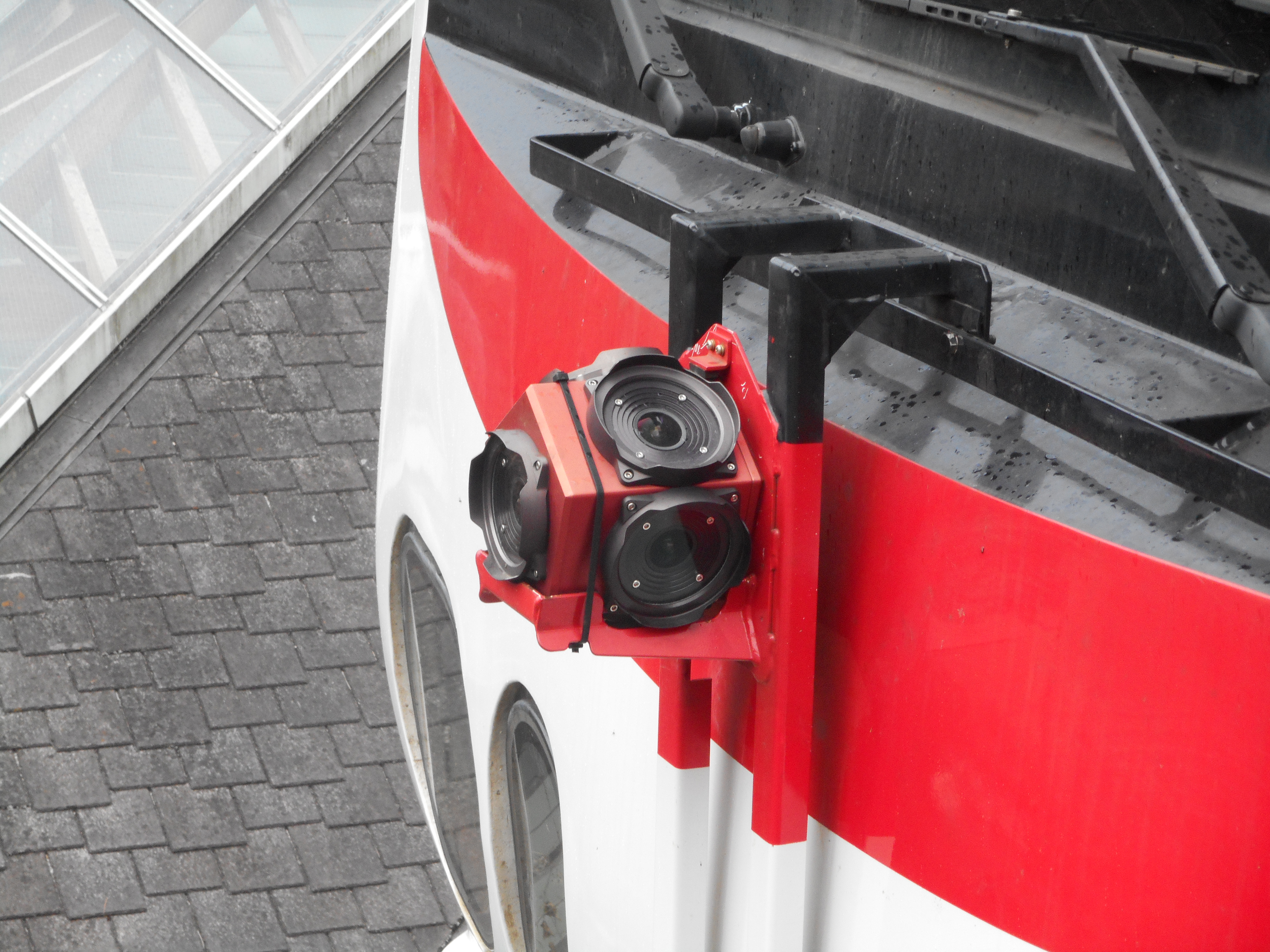
前面カメラ
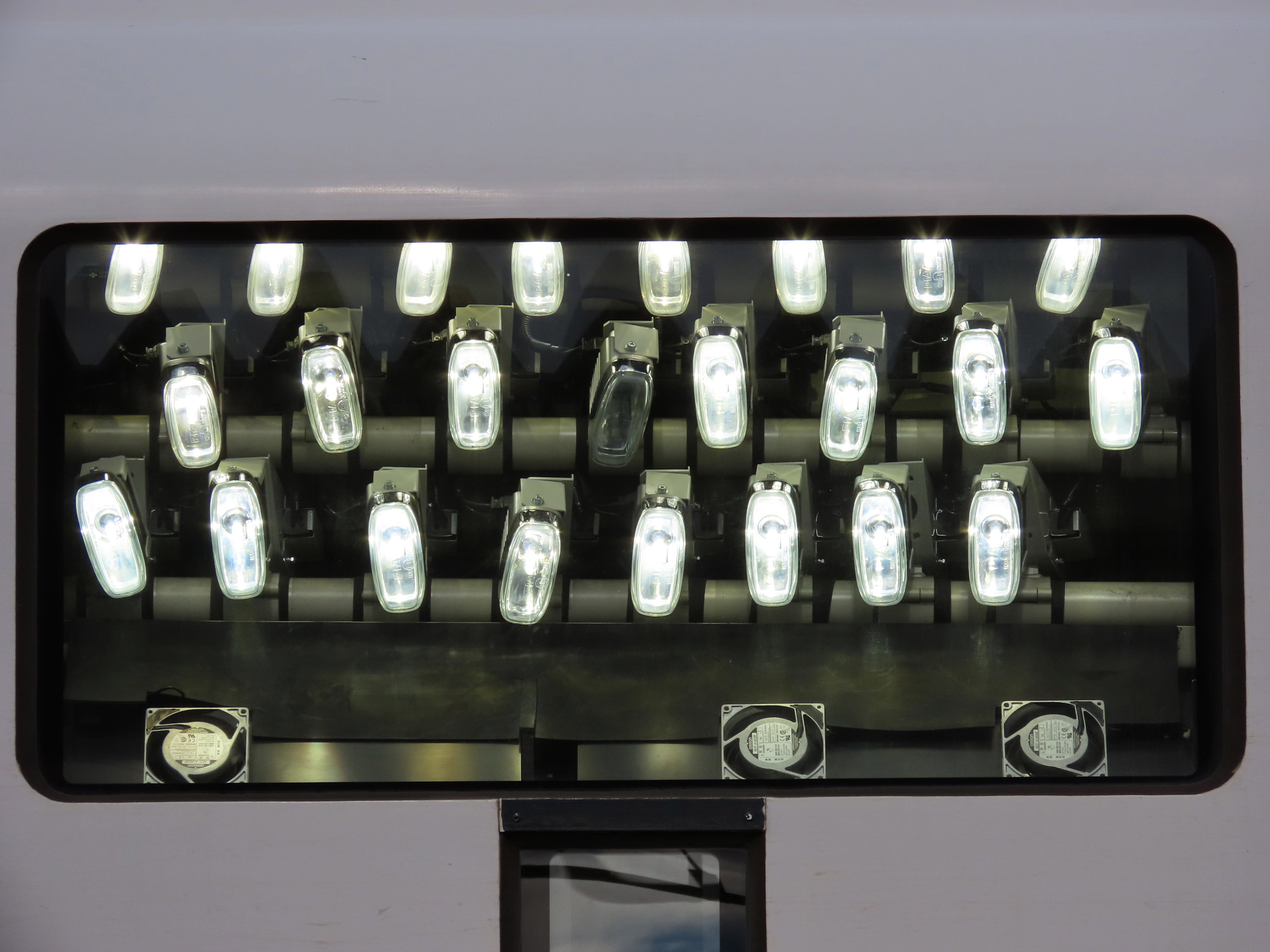
側面投光器
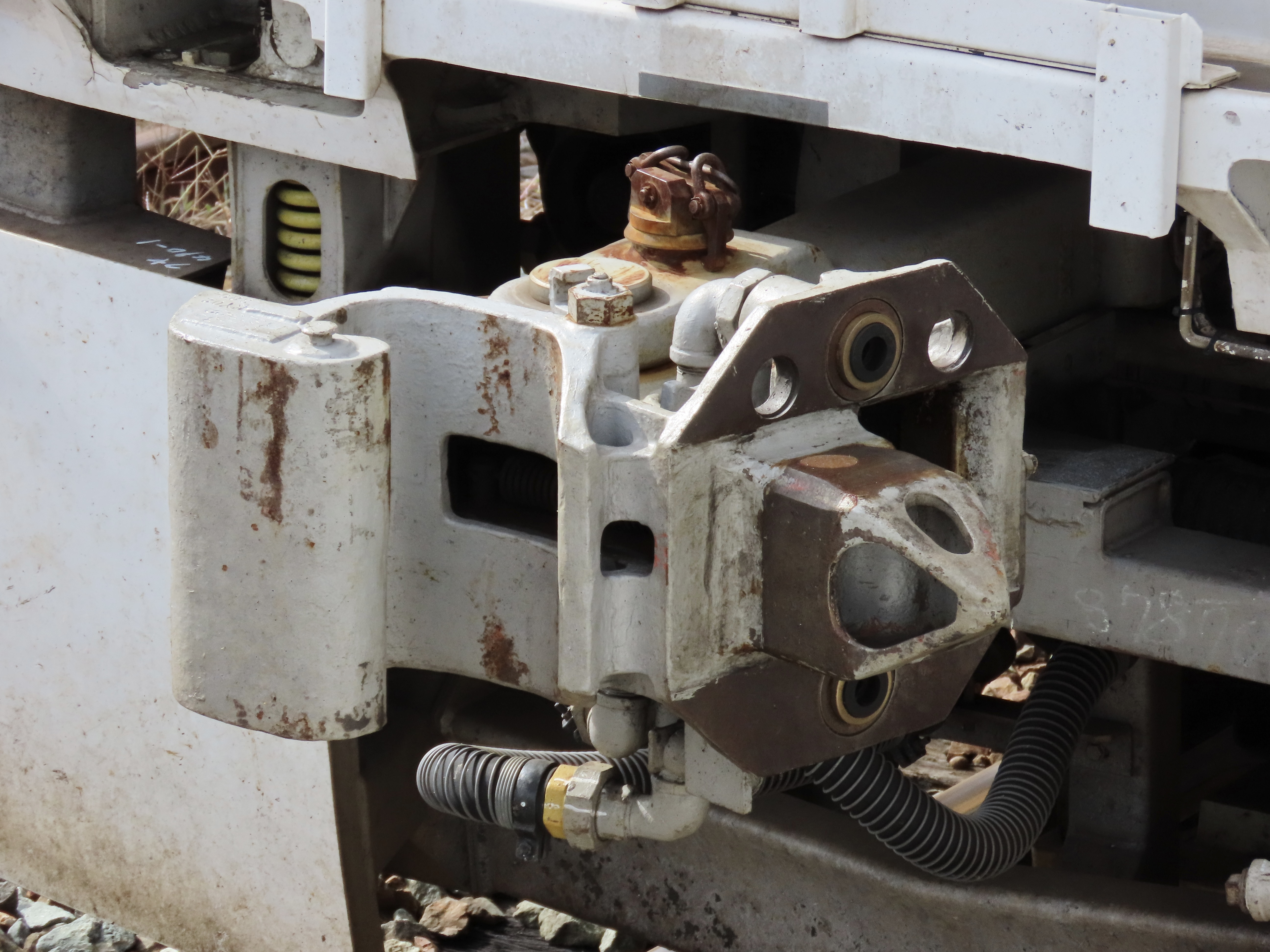
双頭型連結器
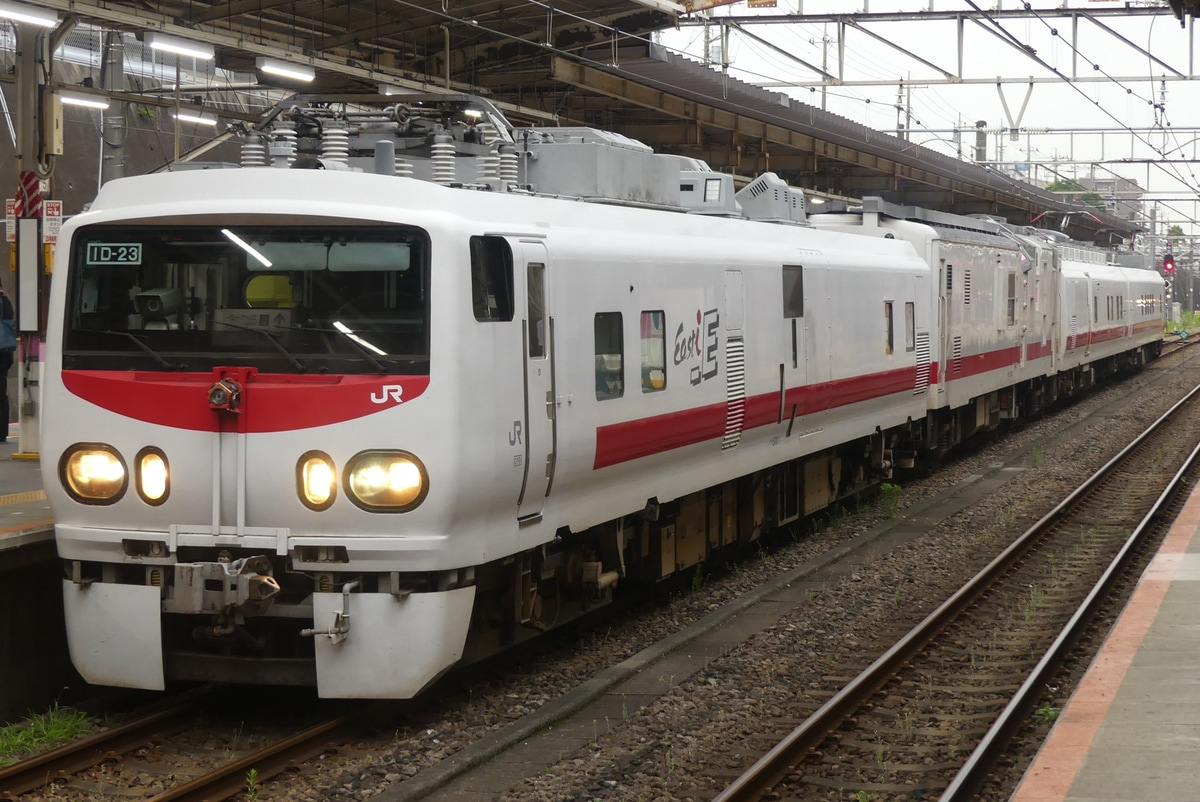
マヤ50連結時

## 形式・検測内容
クモヤE491-1（Mzc・製造：日立製作所）
信号・通信関係
- 地上信号機器・通信機器の測定装置を有するほか、測定用の下枠交差式PS96A形パンタグラフを備える。また検測等必要に応じて1台車の主電動機カットを行うことができる。

モヤE490-1（Mz・製造：近畿車輛）
電力関係
- 架線測定用の装置を有する。パンタグラフは集電用のシングルアーム式PS32A形を2基備え、編成の進行方向に応じて使い分ける。屋根上には架線観測ドームを備えている。車内にはトイレを1か所設置している。

クヤE490-1（Tzc・製造：日立製作所）
軌道関係
- 軌道状態測定用の装置を有するほか、測定用の下枠交差式PS96A形パンタグラフを備える。

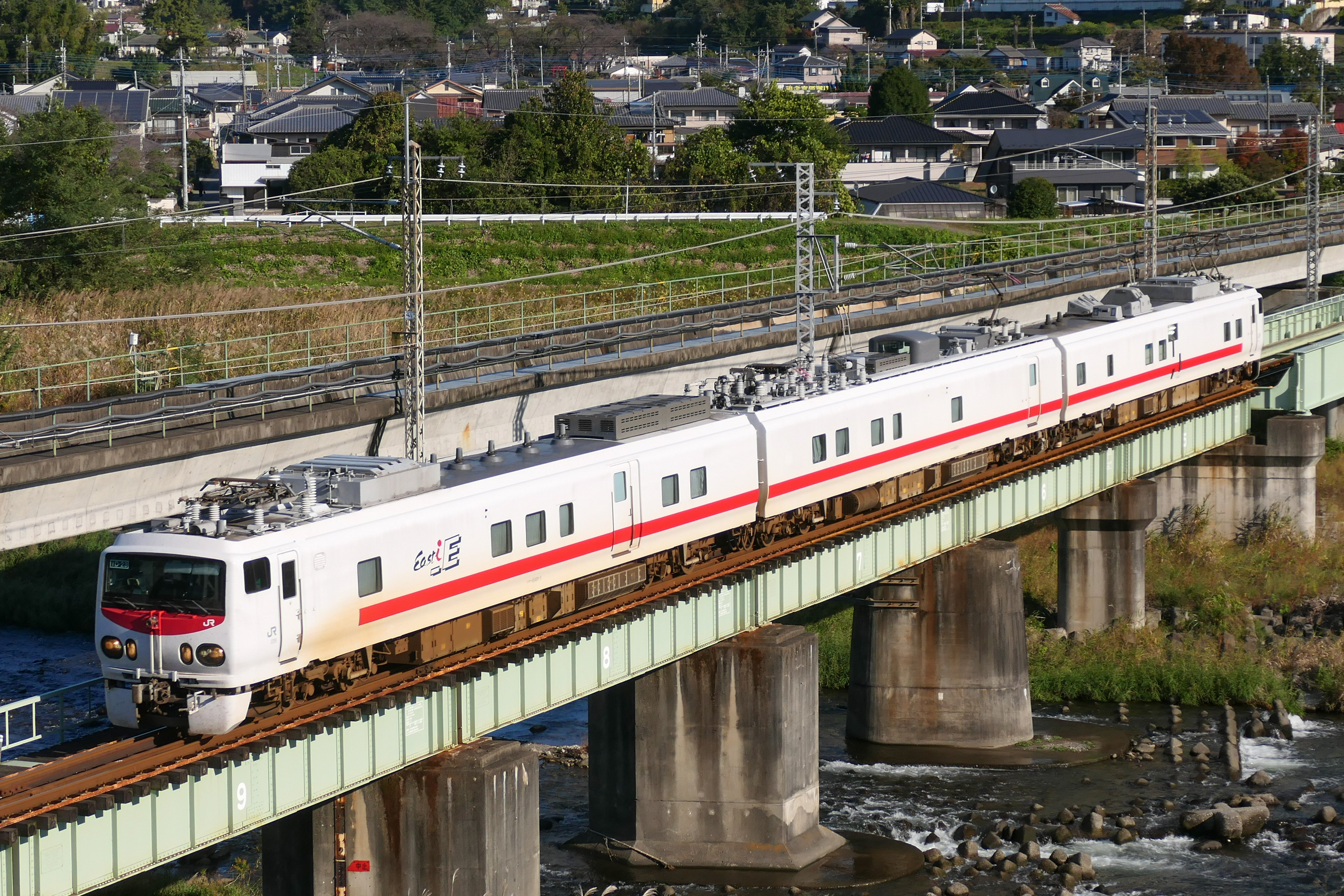
編成俯瞰
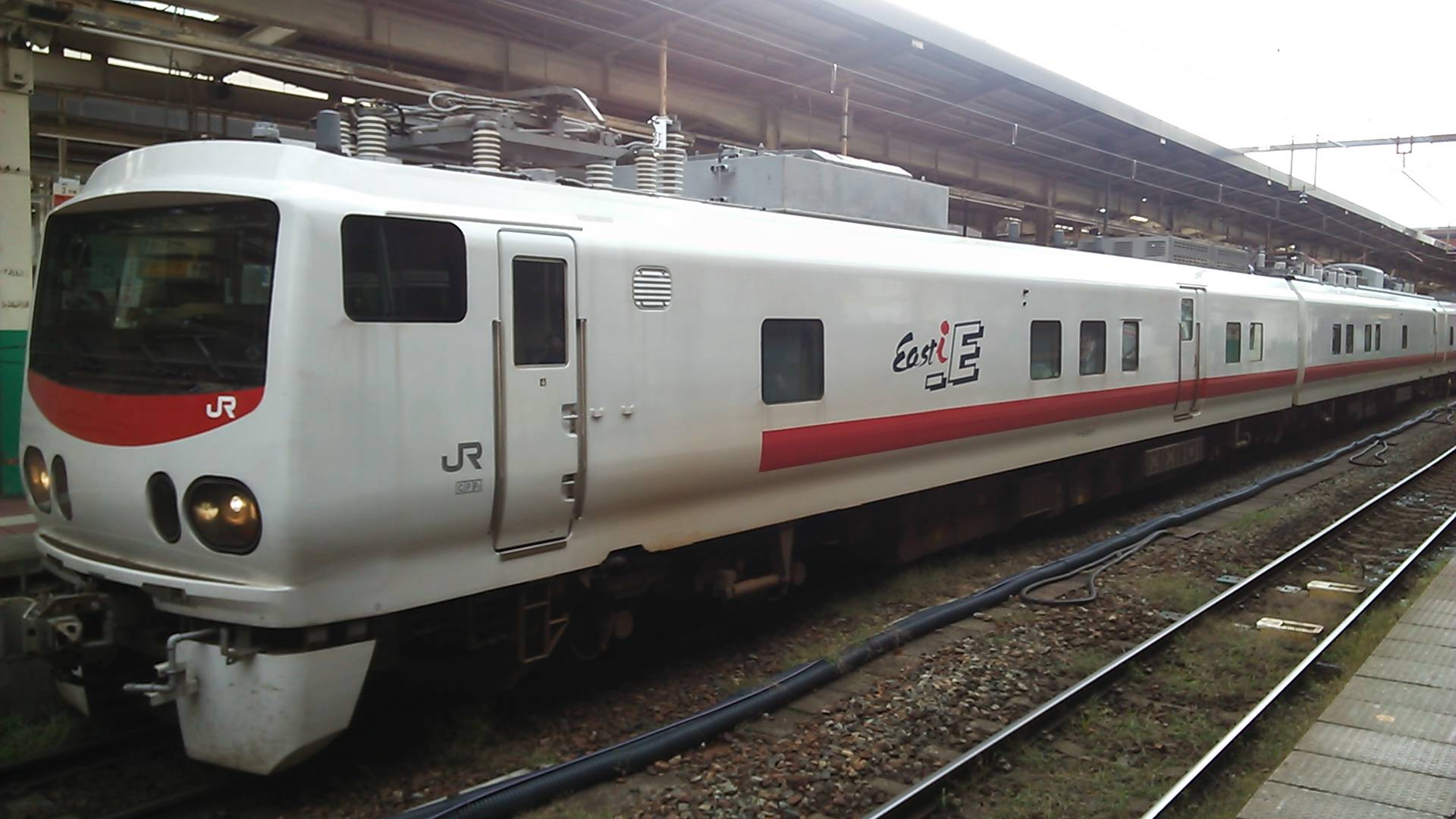
クモヤE491-1 （2013年11月23日 新潟駅）
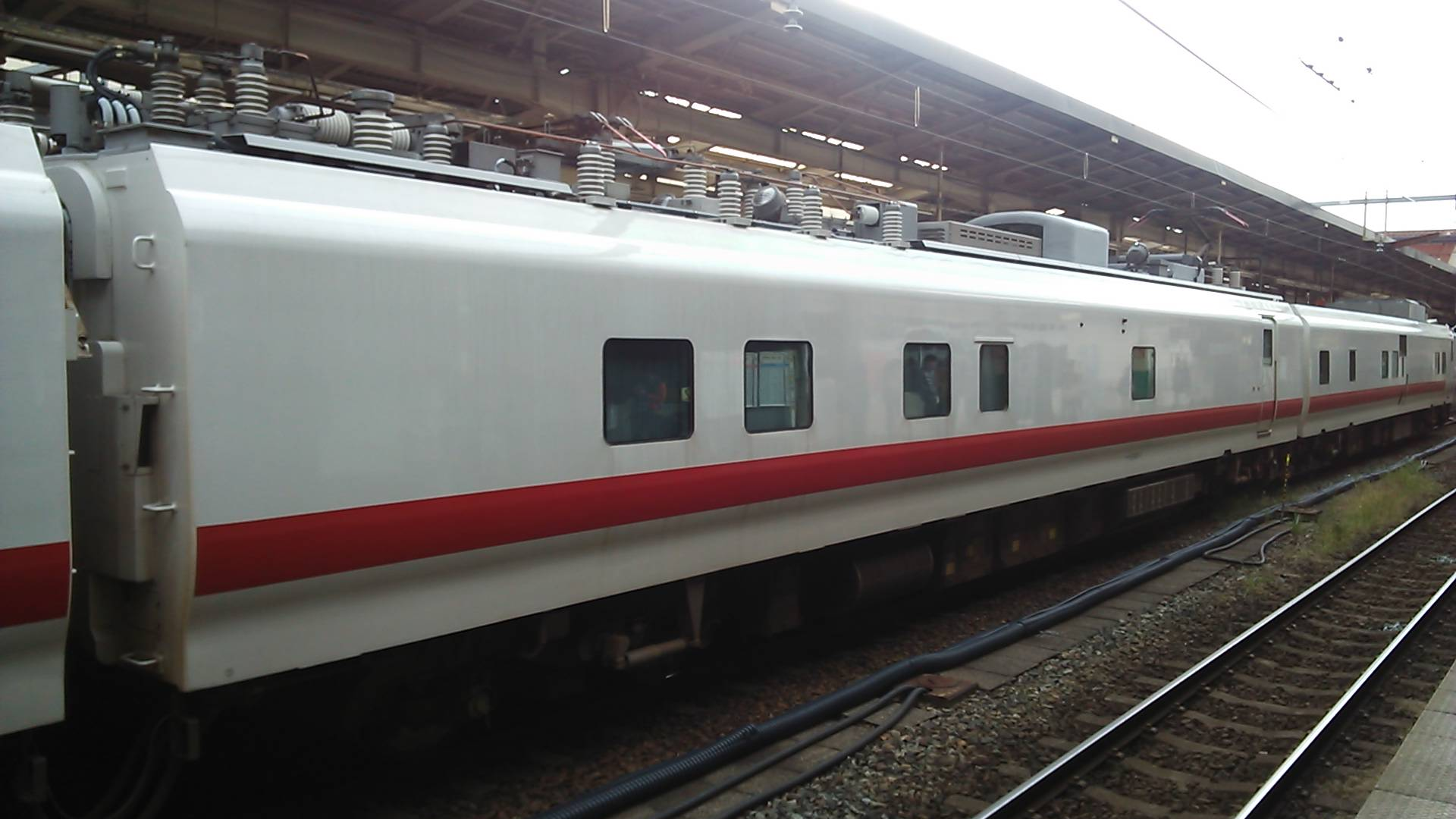
モヤE490-1 （2013年11月23日 新潟駅）
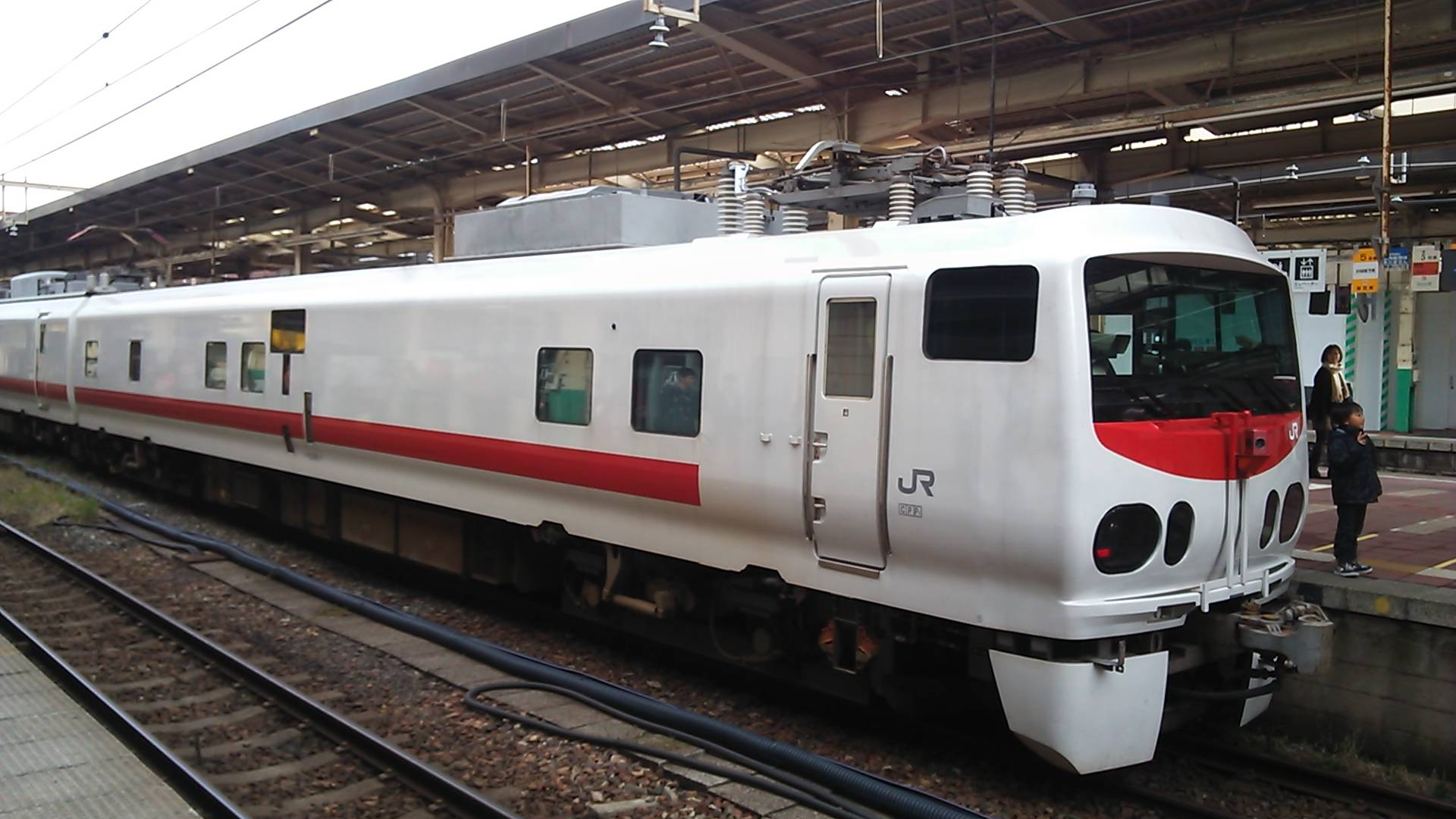
クヤE490-1 （2013年11月23日 新潟駅）

### 編成表
|          | ← 青森・仙台東京・上野 → |                 |                   |
| 車両番号 | クモヤE491 （Mzc）       | モヤE490 （Mz） | クヤE490 （Tzc'） |
| 搭載機器 | CI,SIV1                  | MTr,CI          | SIV2,CP,BT        |

凡例
- MTr：主変圧器、CI：主変換装置、SIV1：補助電源装置（走行用160kVA）、SIV2：補助電源装置（測定用100kVA）、CP：空気圧縮機、BT：蓄電池

## 運用
主に電化路線の軌道・架線・信号の検測で運用されている。
標準軌に改軌された奥羽本線の福島 - 新庄間（仙山線・左沢線の列車が乗り入れる山形 - 羽前千歳間の狭軌部分は運転・検測が可能）および大曲 - 秋田間（普通列車が走る狭軌部分の運転・計測は可能）と田沢湖線全線、接続する電化路線がない仙石線など特殊な条件でない限り、狭軌電化区間であれば交直流問わずどこでも運転・検測が可能である。
またJR東日本の各電化路線以外に、JR東日本と直通運転を行っている伊豆急行・青い森鉄道・IGRいわて銀河鉄道・仙台空港鉄道・阿武隈急行・富士山麓電気鉄道・北越急行・しなの鉄道・えちごトキめき鉄道・東京臨海高速鉄道でも検測を行うことがある。
キヤE193系の脱線事故の影響により、2017年8月18日から翌19日に掛けて、本来はキヤE193系で行う奥羽本線秋田 - 青森間の検測に充当されたこともある。